# Balmes dauphinoises
Pour l’article homonyme, voir Balmes.
 (janvier 2025).
Balmes dauphinoises est à l'origine un vin de pays français. Cette dénomination a été remplacée depuis 2011 par l'indication géographique protégée (IGP) Isère complétée du nom de l'unité géographique Balmes dauphinoises. Il est produit dans le département de l'Isère à l'extrême nord du Dauphiné, essentiellement entre Bourgoin-Jallieu et Morestel.

## Géographie du Vignoble

### Orographie et géologie
Le terroir viticole des Balmes dauphinoises se situe au nord de La Tour-du-Pin, entre le Plateau de Crémieu et le cours du Rhône longeant le sud-ouest du Bugey. Constitué d’une série de collines parallèles d'orientation est-ouest, il bénéficie de coteaux exposés au sud. Ses sols morainiques sont siliceux, sablo-limoneux, graveleux ou composés de galets.

### Climat
Le climat septentrional préalpin est marqué par une forte chaleur estivale, associée à une importante pluviométrie, et des hivers froids. Ceci induit un cycle végétatif assez court, typique du Dauphiné. Cette diversité climatique, topographique, et pédologique a permis de distinguer les « Balmes Dauphinoises » au sein du label Isère (IGP).

### Répartition administrative

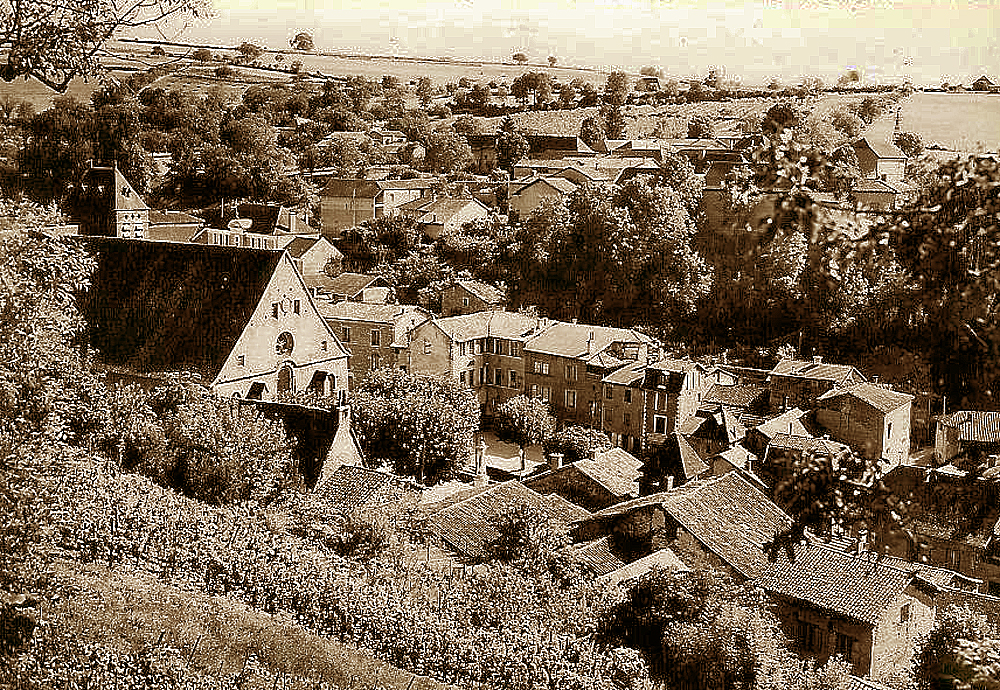
Vignes sur coteaux à Saint-Chef

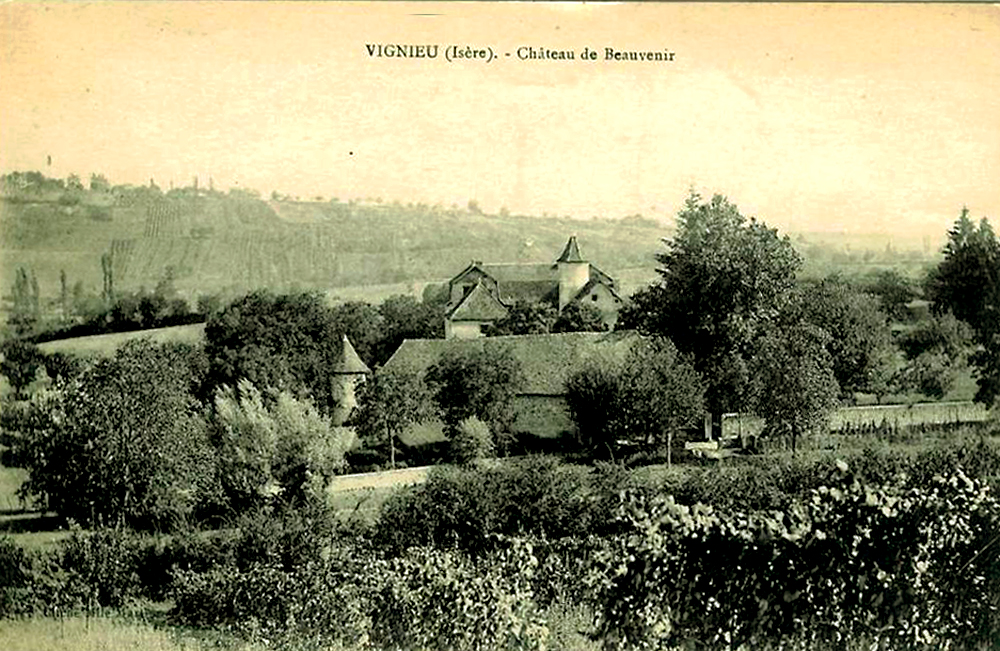
Vignoble du château de Beauvenir à Vignieu

Les vignobles pouvant revendiquer pour leurs vins le label IGP se trouvent sur les communes de :

Annoisin-Chatelans, Aoste, Arandon, Les Avenières Veyrins-Thuellin, La Balme-les-Grottes, Le Bouchage, Bourgoin-Jallieu, Bouvesse-Quirieu, Brangues, Cessieu, La Chapelle-de-la-Tour, Charette, Chimilin, Chozeau, Corbelin, Courtenay, Crémieu, Creys-Mépieu, Dizimieu, Dolomieu, Faverges-de-la-Tour, Granieu, Hières-sur-Amby, Leyrieu, Montalieu-Vercieu, Montcarra, Moras, Morestel, Optevoz, Parmilieu, Passins, Porcieu-Amblagnieu, Roche, Rochetoirin, Romagnieu, Ruy, Saint-Baudille-de-la-Tour, Saint-Chef, Saint-Hilaire-de-Brens, Saint-Marcel-Bel-Accueil, Saint-Romain-de-Jalionas, Saint-Savin, Saint-Sorlin-de-Morestel, Saint-Victor-de-Morestel, Salagnon, Sermérieu, Siccieu-Saint-Julien-et-Carisieu, Soleymieu, Trept, Vasselin, Vénérieu, Vernas, Vertrieu, Veyssilieu, Vézeronce-Curtin, Vignieu et Villemoirieu.

## Types de vins

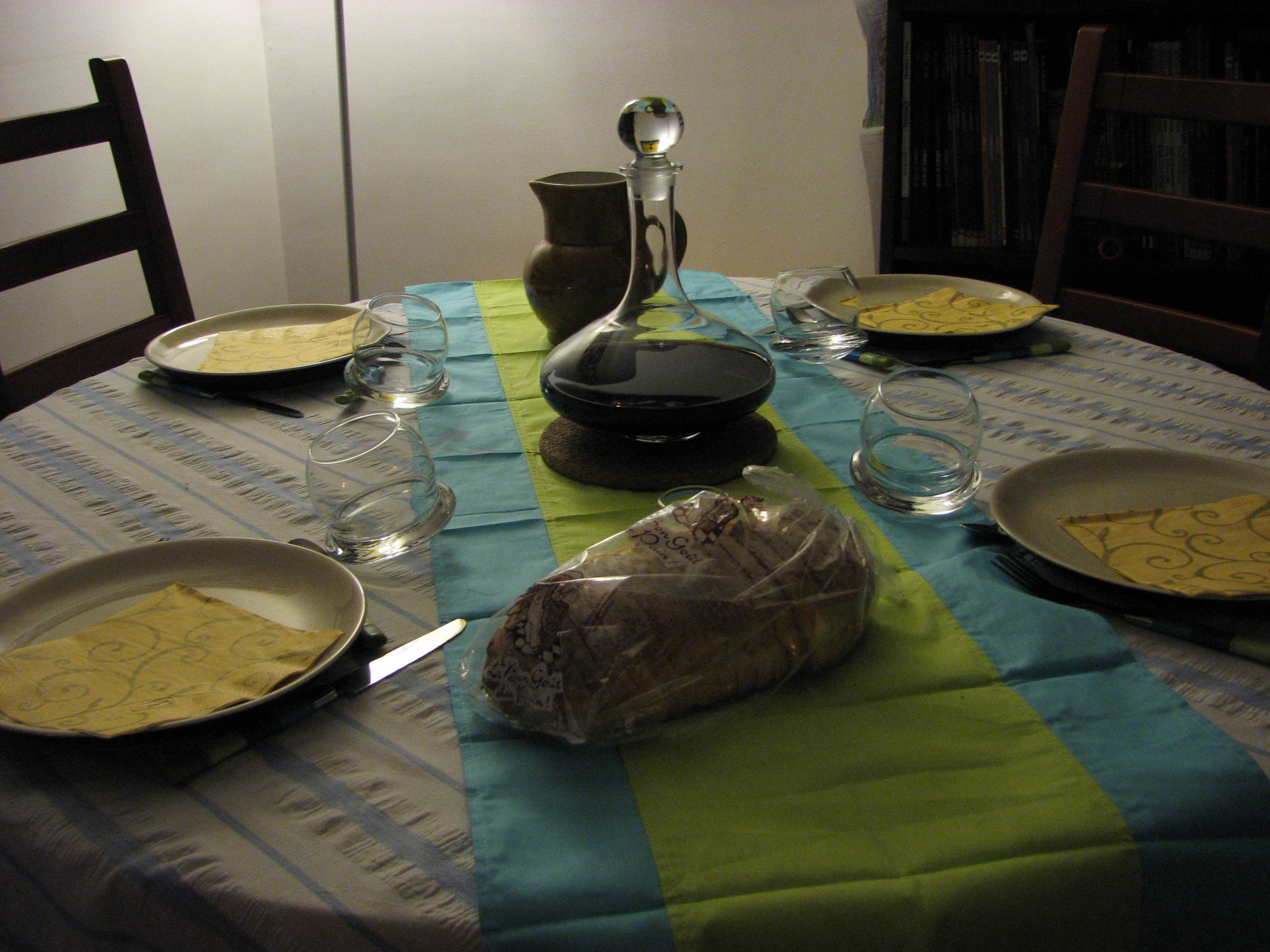
Balmes-dauphinoises rouge

Le climat et les orientations Sud produisent une maturité poussée, qui se marque dans les vins blancs par une rondeur notable et une acidité discrète. Ces vins marqués par une minéralité et des arômes de fleur blanche. Ceci permet de les déguster rapidement après leur vinification et leur mise en bouteille. Avec un potentiel de garde moyen, ils conservent un bon équilibre gras/acidité. 
Les vins rouges à la robe profonde possèdent des tannins souples, une palette aromatique qui passe des petits fruits rouges ou noirs aux notes épicées. Avec une structure tannique importante et un potentiel couleur supérieur, ils sont de préférence à déguster dans leur jeunesse. Néanmoins, ils peuvent aussi être des vins de garde.

## Encépagement
Les cépages du cahier des charges sont :
- Vins rouges et rosés :
  - Cépages autorisés : étraire de la Dui N, gamay noir à jus blanc, joubertin N, mècle N, pinot N, persan N, mondeuse N, syrah N, servanin N, corbeau N
  - Cépages tolérés (mesure transitoire jusqu'en 2036) : cabernet sauvignon N, merlot N, gamay chaudenay et gamay de bouze

- Vins blancs : 
  - Cépages autorisés : altesse B, arvine B, chardonnay B, jacquère B, verdesse B, pinot gris, viognier B, roussanne B, velteliner rouge précoce, mondeuse B
  - Cépages tolérés (mesure transitoire jusqu'en 2036) : aligoté B

## Pratiques culturales et réglementaires
Le rendement maximal est de 80 hectolitres par hectare. Le titre alcoométrique volumique naturel minimal est de 9,5 %. La production est de l'ordre de 1000 hl par an.